# Thelma l'unicorno
Thelma l'unicorno (Thelma the Unicorn) è un film d'animazione del 2024 diretto da Jared Hess e Lynn Wang, tratto dall'omonimo albo illustrato per bambini di Aaron Blabey.

## Trama
Thelma è una pony addetta a trasportare letame in una fattoria, il cui sogno, essendo una talentuosa cantante, è diventare una star della musica: insieme all’asino chitarrista Otis e al batterista Reggie, infatti, cerca da anni di esibirsi sul palco del prestigioso festival SparklePalooza, ma il gruppo viene ingiustamente scartato a ogni audizione per via dell’aspetto di Thelma, considerato inadatto sul piano dell’immagine. A seguito dell’ennesimo umiliante rifiuto, Otis tenta di consolarla coinvolgendola in un gioco di ruolo di sua invenzione, il cui personaggio che la colpisce più di tutti è un unicorno. 
Un giorno, mentre sta lavorando, la pony trova per terra una carota e se la appiccica in testa con del fango, fantasticando di essere un unicorno. D’improvviso, un pick-up che sta passando di lì sbanda a causa della distrazione del guidatore e Thelma viene investita da un’ondata di vernice rosa e lustrini, rendendo la sua trasformazione in unicorno completa. Una folla di curiosi ed entusiasti si raduna intorno al recinto della fattoria e Thelma ne approfitta per esibirsi insieme al resto della band: l’esibizione diventa virale sui social di tutto il mondo e il loro talento viene finalmente riconosciuto, portandola alla decisione di mantenere la sua nuova identità. Otis, tuttavia, cerca invano di dissuaderla, non essendo d’accordo con l’idea di mentire al pubblico per raggiungere il successo. 
Una sera, con loro immensa gioia, vengono raggiunti dalla leggendaria chitarrista e produttrice musicale Peggy Purvis, che subito propone loro di incidere un disco al suo storico studio di registrazione; la vecchia Peggy, affetta da cecità ma ancora piena di energia, cerca subito di aiutarli a trovare una visione artistica che permetta loro di dare il meglio di sé. Le registrazioni procedono a meraviglia, finché Peggy non viene contattata dal celebre ma viscido produttore Vic Diamond: facendo credere di essere rimasto colpito dal talento di Thelma, l’uomo la convince a fargli ingaggiare il gruppo per l’apertura del nuovo concerto della pop star Nikki Narwhal, che lui rappresenta. 
In realtà, il losco piano di Vic è di sfruttare Thelma esclusivamente per la sua immagine, soppiantando la viziata Nikki, che è divenuta “superata” anche a causa di alcune ultime esibizioni scarse; il giorno dell’incontro, con uno stratagemma, il produttore separa Thelma dai compagni per poi farle credere, appena prima di salire sul palco, che l’abbiano abbandonata. La pony viene dunque convinta a esibirsi da sola, riscuotendo, come previsto da Vic, molto più successo di Nikki, che si rovina ancora di più la reputazione cercando di attaccarla a scena aperta. All’uscita, Thelma viene scortata tra due ali di fan adoranti, in mezzo a cui si fa strada Otis, il quale cerca di assicurarle che il gruppo non l’ha davvero abbandonata; nonostante ciò, Thelma decide di seguire Vic, con cui ha ormai firmato un contratto, ai suoi quartieri generali. Qui, sentendosi in colpa, rivela al produttore di non essere un vero unicorno, ma Vic, con una canzone, le spiega che nello showbiz ciò che contano davvero sono l’immagine e il brand, rivelando che lui stesso si è creato una falsa identità per avere successo.
Il passo successivo del piano di Vic per incrementare la fama di Thelma è quello di far credere al pubblico che lei si stia frequentando con Danny Stallone, fenomeno del brain rot del web, con cui le fa incidere un brano hip-hop che, nonostante la dubbia qualità artistica, le porta ancora più successo. Nel frattempo, Nikki, furiosa per la propria perdita di popolarità e per il tradimento di Vic, ordina alla sua assistente Megan Shank di scoprire qualche fatto compromettente sulla rivale che possa screditarla agli occhi del pubblico. 
Durante un incontro coi fan, Thelma viene raggiunta ancora da Otis e Reggie, che sono genuinamente contenti per il successo che ha ottenuto, ma le rivelano anche di aver trovato una nuova cantante per il loro gruppo. Questo affligge la pony, che nonostante i soldi e la fama ha sempre più nostalgia dei suoi vecchi amici. Dopo essersi rifugiata in hotel per scampare a un manipolo di contestatori (ingaggiati a sua insaputa da Megan) durante una parata promozionale, Thelma riceve una telefonata da Vic che le annuncia di averla piazzata come headliner per lo SparklePalooza. 
Thelma sta quindi per realizzare il suo agognato sogno, ma le cose precipitano quando, durante una cerimonia di premiazione a cui sta partecipando con Vic e Danny, una parte del suo muso perde colore e deve correre in bagno a risistemarla; qui subisce un’imboscata da parte di Megan, che le rivela di sapere il suo segreto e le getta addosso del solvente che le rimuove tutta la vernice. Per evitare che la donna divulghi il suo segreto al resto del mondo, Thelma le promette disperatamente che sparirà dalla circolazione, per poi sgattaiolare via dalla cerimonia.
Due settimane dopo, mentre tutto il mondo è in subbuglio per la sua scomparsa, per puro caso Thelma si fa dare un passaggio proprio dal guidatore del pick-up colpevole di averla trasformata in unicorno. L’uomo, bislacco ma di buon cuore, si confida con lei rivelando di nascondere un segreto alla donna che ama, convinto di non piacerle più se lo venisse a sapere; Thelma, capendo finalmente di avere sbagliato a vivere in una bugia, lo rassicura e lo incoraggia, decidendo di scendere a una stazione di servizio dove si riappacifica con Otis, Reggie e Peggy. 
Il gruppo si intrufola così nel backstage dello SparklePalooza, sconfiggendo gli addetti alla sicurezza prima di vedersela ancora con Nikki e Megan, che non potendo condividere sui social il segreto di Thelma per via della batteria scarica del cellulare decide di affrontarla direttamente in un ultimo scontro, ma per fortuna riescono ad avere la meglio e a salire sul palco. Thelma si camuffa ancora da unicorno prima di poter mostrarsi al pubblico per ciò che è veramente e spiegare perché l’ha fatto; alcuni se vanno indignati, ma la maggior parte dei fan rimane toccata dalla sua testimonianza e l’esibizione che ne segue sfocia in un vero tripudio. Thelma ora ha realmente coronato il suo sogno, rimanendo fedele a sé stessa. 
Il film si conclude con Otis che, per assurdo, viene coinvolto in un incidente simile a quello di Thelma a inizio film, provocato dallo stesso guidatore, che lo trasforma in un asino alato. 

## Distribuzione
Il film è stato distribuito sulla piattaforma Netflix a partire dal 17 maggio 2024.